# Bryce Taylor
Bryce Taylor (Encino (Los Ángeles), California, 27 de septiembre de 1986) es un jugador de baloncesto estadounidense que pertenece a la plantilla del Hamburg Towers de la BBL alemana. Mide 1,95 metros de altura y ocupa la posición de Escolta.
Es hijo de Brian Taylor, base que jugó en la NBA y en la ABA, siendo 9 veces All-Star. 

## Carrera

### Instituto
Jugó en el Harvard-Westlake School, en Los Ángeles, California. Tiene el récord de la escuela con 54 puntos. Su equipo ganó tres campeonatos California Interscholastic Federation (CIF).

### Universidad
Taylor llegó a los Oregon Ducks en 2004 con expectativas altas, y en su primer año no decepcionó. Taylor promedió 11.6 puntos por partido con un 37% en triples, incluyendo su récord personal de 26 puntos a la Universidad de Fresno State en diciembre, donde anotó el tiro ganador. Sin embargo, su segunda temporada fue decepcionante, ya que su promedio de anotación cayó a 9.3 puntos por partido.
Conocido principalmente como un tirador de tres puntos en la escuela secundaria y en sus primeros dos años en Oregon, Taylor reinventó su juego durante el verano de 2006, no sólo siendo un tirador, sino también un especialista defensivo. Como resultado, el entrenador jefe de Oregon Ernie Kent, le asignó defender normalmente a la estrella rival. Taylor también mejoró su porcentaje en triples en la campaña 2006-07, y en la actualidad está tirando con un 42,4% desde la línea de tres. Por sus esfuerzos, Taylor fue nombrado Jugador Más Mejorado del equipo.
Durante el Pacific-12 Conference de 2007, en el partido contra los Southern California Trojans, Taylor acabó con 32 puntos, convirtiendo sus 11 tiros de campo, aunque con derrota por 81-57. Con un perfecto 7 de 7 desde la línea de tres puntos y 3 de 3 desde la línea de tiros libres, ayudó a Oregon a ganar su segundo Pac-10 Tournament Championship en los últimos cinco años. Se graduó en Sociología y como junior superó la barrera de los 1.000 puntos.

### Profesional
Inició su carrera en Europa fichando en el 2008 por el Sutor Basket Montegranaro italiano, donde promedió 13 puntos y 2.4 rebotes por partido. En la temporada 2009-2010 jugó en las filas del Telekom Baskets Bonn.
Durante el verano de 2010, buscó un contrato en la NBA, primero hizo un training camp con los New York Knicks y luego jugó la NBA Summer League con Indiana Pacers.
Como no hubo suerte, firmó un contrato con el ALBA Berlin con opción de corte después de 2 meses, contrato que le renovaron hasta final de temporada puesto que se hizo con un papel importante en el equipo y conectó con la afición, que vibraban con su espectacular juego. Legaron a la final de la BBL donde perdieron por 3-2 contra Brose Baskets. Renovó para la 2011-2012, haciéndose con la titularidad y entrando a final de temporada en el All-BBL-Second team.
La temporada 2012-2013 la jugó en el Artland Dragons, a los que ayudó a entrar en play-offs, pero perdieron en primera ronda contra ratiopharm Ulm.
En la temporada 2013-2014 fichó por el Bayern por dos años, donde en su primera temporada promedió 11.4 puntos y 3.3 rebotes por partido en 47 partidos, proclamándose además campeón de la Liga Alemana. En la Euroliga llegaron al Top 16 y él fue el segunda mejor de la competición con un excelente 51% (25 de 49). Entró en el All-BBL-Second team por segunda vez. En el verano de 2014 renovó hasta la temporada 2015-2016, incluyendo una opción del equipo para la 2016-2017, y le nombraron capitán del equipo (actualmente lo sigue siendo). En la segunda mitad de la temporada 2014-2015 tuvo una lesión en la ingle que le alejó durante algún tiempo de las canchas.
En junio de 2017 fichó por el Brose Baskets un contrato por tres temporadas.
En agosto de 2020, firma por el Hamburg Towers de la BBL alemana.

## Estadísticas

### Euroliga
| Año       | Equipo | PJ | PT | MPP  | %TC  | %3P  | %TL  | RPP | APP | ROB | TPP | PPP |
| --------- | ------ | -- | -- | ---- | ---- | ---- | ---- | --- | --- | --- | --- | --- |
| 2013-2014 | Bayern | 22 | 11 | 23.4 | .463 | .510 | .900 | 3.5 | 1.2 | 1.1 | .0  | 8.5 |
| 2014-2015 | Bayern | 2  | 1  | 19.3 | .286 | .500 | .833 | 3.0 | 1.5 | 1.0 | .5  | 5.5 |
| Total     |        | 24 | 12 | 23.1 | .454 | .509 | .889 | 3.4 | 1.2 | 1.1 | .0  | 8.2 |